# کوه ارنست گرونینگ
کوه ارنست گرونینگ (به انگلیسی: Mount Ernest Gruening) یک کوه در ایالات متحده آمریکا است که در جونو واقع شده‌است.